# Groep 2000
Groep 2000 was een verzetsgroep tijdens de Tweede Wereldoorlog in het gebied Amsterdam die 70 jaar lang vrijwel onbekend is gebleven. De groep werd in 1940 opgericht en door de oorlog geleid door Jacoba van Tongeren. Groep 2000 was vertegenwoordigd in de Raad van Verzet. Tegen het einde van de Tweede Wereldoorlog verzorgde zij zo'n 4.500 onderduikers. Zij telde ruim 140 leden. Groep 2000 is tijdens en na de oorlog onbekend gebleven. De reden voor deze uitzonderlijke onbekendheid is het gebruik van codes in plaats van namen van de medewerkers, de onderduikers, de adressen en helpers etc. De sleutel van de code werd pas in 2014 gevonden. Daarom worden sinds 2015 steeds meer leden van Groep 2000 bekend.

## Ontstaan
De oprichtster van Groep 2000 Jacoba van Tongeren was kerkelijk maatschappelijk werkster van de Hervormde Kerk. Door haar vader Hermannus van Tongeren, een hoge KNIL-officier, was zij sinds haar kinderjaren opgeleid in discipline en geheimhouding. Direct na de capitulatie in mei 1940 betrok hij haar bij zijn eerste verzetsactiviteiten. 
Tegelijkertijd werd zij benaderd door de mede-oprichter van het illegale blad Vrij Nederland Jan van der Neut. Frans Hofker had het initiatief tot deze verzetskrant genomen waar ook Daan Levendig aan meewerkte. Hermannus van Tongeren steunde dit opzetten materieel en financieel en hielp bovendien met contacten van Vrijmetselaren. 
Op eigen verzoek werd Jacoba van Tongeren als maatschappelijk werkster belast met het contact met de illegaliteit en hoe die ondersteund kon worden vanuit de Hervormde Kerk. Haar contactpersoon met de Amsterdamse Kerkenraad was ds. Bernard Aris. Door haar functie kon zij vrij door het land reizen en legde zij een landelijk netwerk van contacten aan. Zo ontstond de verzetsgroep met van begin af aan een landelijk netwerk.
Voorjaar 1941 werden tientallen medewerkers van onder andere Vrij Nederland gearresteerd. Jacoba dook onder en trok de conclusie dat ze geen namen moest gebruiken, zoals haar vader haar ook steeds had voorgehouden. Vrij Nederland en de verzetsgroep splitsten en ieder ging zijn eigen weg in het verzet: Vrij Nederland als verzetskrant en Groep 2000 door in zo groot mogelijke anonimiteit onderduikers te helpen.

## De werkwijze
Groep 2000 was een hiërarchisch georganiseerde verzetsgroep, waarbij uit veiligheidsoverwegingen de leden van de groep elkaar zo min mogelijk persoonlijk kenden. De activiteiten richtten zich op het ondersteunen van onderduikers, het verkrijgen van voedselbonnen, wijkenwerk en ander verzetswerk.

### Gebruik van codes
Van Tongeren had de wijze raad van haar vader goed begrepen: nooit namen en adressen vastleggen. Binnen de groep werd daarom veelvuldig gebruik gemaakt van codes. De groepsleden kenden over het algemeen elkaars naam niet, maar alleen een codecijfer, dat bij toetreding aan de groep werd toegekend. Dit codecijfer was doorgaans gebaseerd op de eerste letter van de achternaam, gevolgd door een 0 en daarna een volgnummer. Van Tongeren kreeg op die manier 2000 (zij was de eerste (volgnummer 0) in de groep van wie de achternaam met een T (20e letter van het alfabet) begon: 20-0-0 ⇒ 2000). Van dit systeem werd overigens ook afgeweken, zo wist Van Tongeren niets over Harry Mouthaan behalve dat hij verantwoordelijk was voor de Staatsliedenbuurt waardoor ze hem het nummer 1900 (19 afgeleid van de S) toekende. Anderen kregen de code van degene die zij opvolgden of met wie zij samenwerkten, dan meestal gevolgd door een letter. In deze tekst staan de codenummers tussen haakjes achter de namen van de leden vermeld.
| C1  | F2  | G3  | H4   | I5  |
| J6  | K7  | L8  | M9   | N10 |
| O11 | P12 | S13 | T14  | U15 |
| V16 | W17 | X18 | IJ19 | Z20 |
| B21 | R22 | E23 | D24  | A25 |

Voor de administratie waren verschillende andere codesystemen in gebruik. Zo werden adressen gecodeerd met behulp van een stratenboekje van Amsterdam. Van Tongeren schrijft hierover: "Dit  werd  van achteren naar voren genummerd. De laatste pagina was bij ons dus pagina 1. De straten werden daarin van beneden naar  boven genummerd. Iedere straat kon  hierdoor  door  twee  nummers  worden  weergegeven." Deze manier van coderen was slechts bij een beperkt aantal mensen bekend. De namen (van onderduikers bijvoorbeeld) werden gecodeerd middels een zgn. militaire code vierkant. Hiervoor worden de letters van het alfabet (zonder de Q) over een vierkant verdeeld, waarbij de letters van een gekozen codewoord achteraan geplaatst worden:

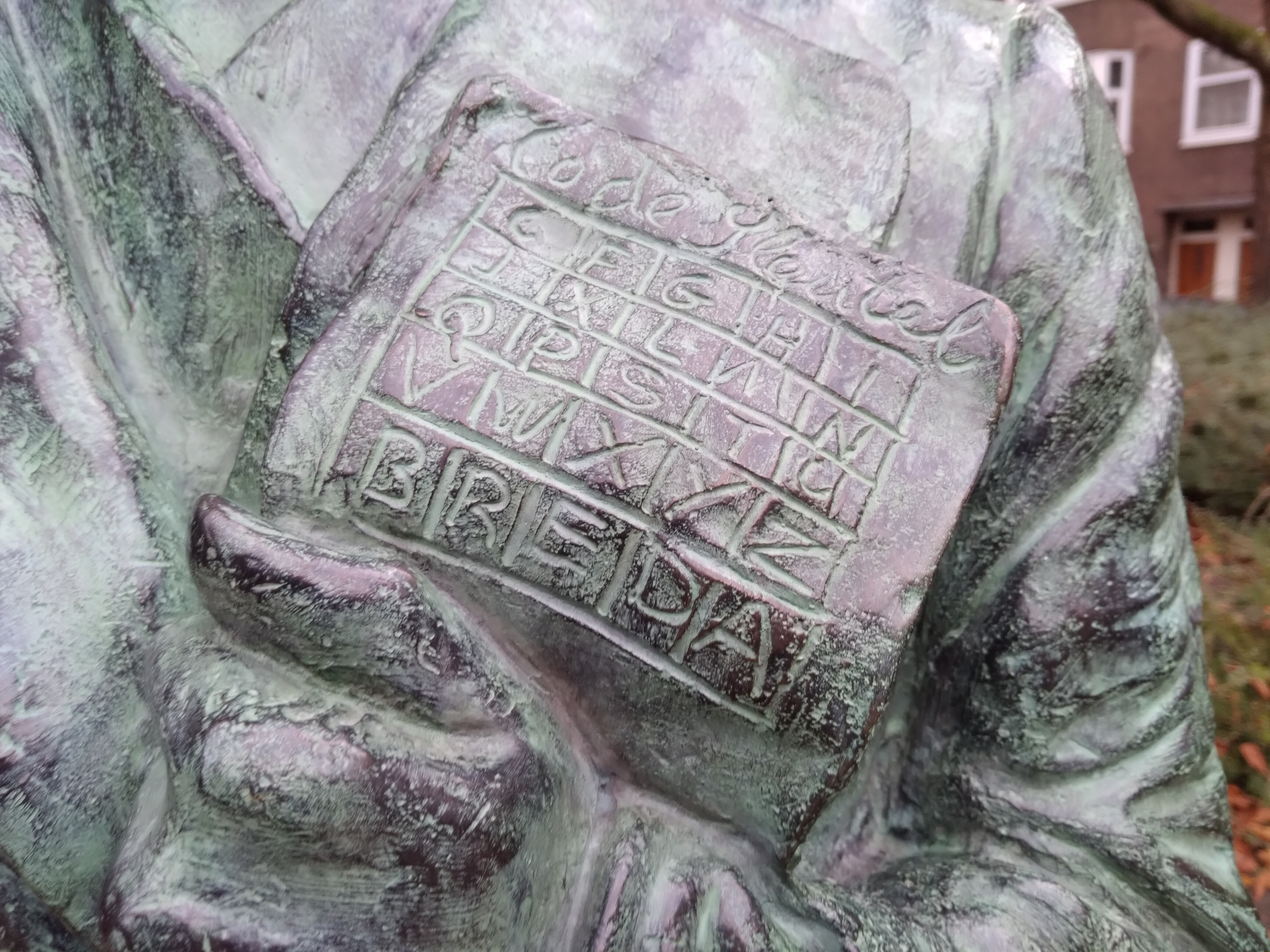
Detail van het beeld van Jacoba van Tongeren door Fabio Pravisani op plantsoen Antillenstraat in Amsterdam West, waarop de codesleutel wordt getoond.

Van Tongeren schrijft in haar verslag dat dergelijke code vierkanten op verschillende plekken werden gebruikt, maar steeds met een ander codewoord. Het code vierkant vormt de spil in een vrij complexe manier van coderen. Hoewel Van Tongeren de methodiek vrij uitgebreid beschrijft in haar verslag, gebruikt zij daarbij als codewoord Amstelodamum (waarvan na weglating van de dubbel voorkomende letters AMSTELODU overblijft). Pas in 2014 bleek dat in werkelijkheid BREDA als codewoord werd gebruikt. Zo bleef administratie ook na de oorlog nog beschermd.
Het gebruik van de verschillende codesystemen is de reden dat tijdens WOII de groep en alle 4500 onderduikers nooit ontmaskerd zijn. In maart 1945 bezetten de Duitsers het kantoor van de Groep en vonden duizenden gecodeerde namen en adressen, maar niet de codesleutel. De code werd niet gekraakt en zo bleven de verzetsstrijders en onderduikers veilig.

### Organisatie en doel
De leiding van Groep 2000 werd gevormd door de Commissie van Beheer bestaande uit Ab Abas (1015),  Frits van Meer (13035) en Jacoba van Tongeren als executief leidster. Het Dagelijks Bestuur bestond in 1944 uit Harry Mouthaan (1900), Kees Reitema (1802) en Jacoba van Tongeren (2000). Uit hoofde van haar positie was ieder lid omtrent zijn eigen taak alleen verantwoording verschuldigd aan Jacoba van Tongeren, zijzelf was verantwoording schuldig aan het Dagelijks Bestuur en de Commissie van Beheer.
De werkzaamheden van de groep werd midden 1941 erop toe gelegd om het groeiend aantal onderduikers te helpen: Joden die onderdoken om aan deportatie te ontkomen, mensen die zich verzetten tegen de Jodenvervolging en de Duitse overheersing, en mannen die vluchtten voor dwangarbeid in Duitsland en door Duitse bezette gebieden. Voor deze mensen moesten iedere maand weer onderduikadressen worden gevonden. Hiervoor werd gebruik gemaakt van het grote kerkelijke netwerk dat Jacoba had opgezet en de vele contacten met Vrijmetselaren.

### Voedselbonnen, -pakketten en persoonsbewijzen
Om aan eten te komen waren voedselbonnen nodig. Deze werden op diverse manieren verkregen: regulier bij de distributiekantoren zelf en door overvallen erop. Willem van de Bunt (2047, op de oorkonde foutief aangeduid als 2035) benutte zijn positie als brigadier van politie en beheerde het voedselbonnen-depot. De distributie van voedselbonnen werd geleid door Bep van Parreren (1400B). Zij werkte op het distributiekantoor Borgerstraat waarvan Tom Keur (1400K) de chef was. Jan Dekker (23025) had een leidende positie inzake veiligheid en voedselvoorziening. Hierin speelden Jaap en Grietje Balder (alias Bakker, 1400J) een belangrijke rol, samen met Rudi Blumgarten (2010). Zij waren ook lid van de knokploeg samen met Paul Guermonprez en Isidoor Huijkman (800). De leider van de knokploeg, die zo'n 10 leden telde, was Ab de Boer (206). Els Kervers-van Tholen (1400) was het distributie-contact voor voedselbonnen, tot zij in augustus 1944 naar Vlaardingen verhuisde. Haar werk werd daarna voortgezet door Van Parreren. Het transport van de bonnen nam Jacoba van Tongeren voor een groot deel op zich. Zij had een bonnenvest waarin 5.000 voedselbonnen konden worden vervoerd, waardoor zij de 'Bonnenkoningin' werd genoemd. Truus Wijsmuller (23030) verstuurde samen met Cor Inja (901) voedselpakketten naar Joden in de kampen van Vught, Westerbork, Bergen-Belsen en andere. Pieter Bol (207) verzorgde voedselpakketten voor onderduikers.
Een cruciale taak was het Wijkenwerk. Om onzichtbaar te blijven werd decentraal via de wijken in Amsterdam contact gehouden met de onderduikers en werden de voedselbonnen verdeeld. Dit werk werd geleid door bestuurslid Harry Mouthaan.
Onderduikers hadden persoonsbewijzen nodig. Het vervalsen van de persoonsbewijzen was een op zich staande activiteit Hierin werd samengewerkt met Frieda Belinfante (203) en Gerrit Jan van der Veen (2200). Vanuit de groep werkten Jan Piet van Hoften (8047) en Co Ledden Hulsebos (-) aan deze taak. Uiteindelijk heeft Gerrit Jan van der Veen (2200) de Persoonsbewijzencentrale (PBC) opgericht die 80.000 persoonsbewijzen heeft gemaakt. Onder zijn leiding vormde Walter Brandligt, Violette Cornelius, Maarten van Gilse, Nel Hissink, Dio Remiëns en Guusje Rübsaam de kern van deze groep.

### Overige activiteiten en financiën
Naast deze kernactiviteiten organiseerde de Groep nog veel meer activiteiten om het verzetswerk uit te kunnen voeren. Het hoofd van de plaatselijke afdeling Rode Kruis dr. J. Bos (2040) en dr. Piet Stiggelbout (1400 St), de groepsarts, leidden de EHBO en medische verzorging. Hierbij waren een 16-tal doktoren en verpleegkundigen betrokken. Ariene van Kalken (11040) organiseerde de koeriersdiensten van een dozijn koeriers. P.J. Swiebel (19016) werkte nauw samen met de Koninklijke Marine en leidde het Marine Zendstation. Zo werd contact met het buitenland onderhouden. De Onderzoek-Centrale stond onder leiding van bestuurslid Kees Reitema. Predikanten boden geestelijk en moreel steun aan verzetsstrijders en onderduikers.
De activiteiten kostten steeds meer geld. Hermannus van Tongeren  had in 1940 al een groot bedrag vanuit de kring van de Vrijmetselaren laten onderduiken. Midden 1942 heeft Isaac Troostwijk (20025) dit opgehaald. Van deze 600.000 gulden (omgerekend circa 4 miljoen euro in 2015) heeft Groep 2000 niet alleen zelf veel activiteiten kunnen bekostigen, maar ook Vrij Nederland, de Persoonsbewijzencentrale en het Nationaal Steunfonds substantiële startsubsidies kunnen geven.

## De Groep en haar leden
De Groep had de steun van de Nederlands Hervormde Kerk en van de Orde van Vrijmetselaren. Veel leden waren hervormd en zo’n 10 leden waren vrijmetselaar. De groep had ook 10 Joodse leden. Een vaste kern leden en medewerkers hebben zich zeer ingezet voor de hulp aan Joodse onderduikers en de Yad Vashem onderscheiding gekregen. De Groep telde ruim 10 dominees, de meeste hervormd, maar ook een paar gereformeerde dominees.
De Groep had leden en medewerkers die veel voor de Groep deden zonder lid te zijn. Voorbeelden hiervan zijn Paul Guermonprez, die onder de naam Henk Hellinga persoonlijk bij Jacoba van Tongeren bekend was. Ook verleende broer Herman van Tongeren veel hulp aan het verzetswerk, zonder ooit lid van Groep 2000 te zijn. 
De Groep bestond uit mannen en vrouwen van alle leeftijden, ongeveer in de verhouding van mannen : vrouwen als 5 : 3. Zij werkten in uiteenlopende beroepen, van bontstikster en glastuinder tot bankier en beeldhouwer. Tijdens de oorlog bleven zij gewoon hun beroep uitoefenen, zichtbaar voor de bezetter. Het verzetswerk verrichtten zij onzichtbaar.

## Fusiegesprekken met Vrij Nederland
In 1940/1941 waren Groep 2000 en Vrij Nederland één organisatie. Vanaf 1941 tot midden 1944 ontwikkelden zij zich geheel los van elkaar. In september 1944 vonden er gesprekken plaats tussen Jacoba van Tongeren en Henk van Randwijk, hoofdredacteur van Vrij Nederland. Het idee ontstond te fuseren, waarbij Henk van Randwijk de leiding voor zich opeiste, want van Randwijk vond dat een vrouw geen verzetsgroep kon leiden. Maar Jacoba van Tongeren vond dat de twee groepen te veel in werkwijze van elkaar verschilden om te kunnen fuseren. Dit verschil in zienswijze leidde tot conflicten. Alsnog volgde voorjaar 1945 een kortstondige fusie die eind april 45 alweer uiteen viel.

## Hoofdkwartieren
Het hoofdkantoor van Groep 2000 moest regelmatig van locatie wisselen. Alle locaties waren in Amsterdam. Tot voorjaar 1943 was het hoofdkantoor gevestigd aan de Weteringschans 100. Hier was het Centraal Bureau van de Vrijzinnig Hervormden gevestigd. Onder de dekmantel van maatschappelijk werkster mocht Jacoba van Tongeren hier spreekuur houden voor illegalen. Van voorjaar 1943 tot begin 1944 was het adres Jacob van Lennepkade 310-312, een wijkgebouw van de Hervormde Kerk. Daarna was het hoofdkantoor het hele jaar 1944 naast de burgemeesterwoning gevestigd op Herengracht 504. Vervolgens moest het hoofdkwartier van de groep verhuizen naar de Stadhouderskade 56, een pand waarboven familie Verwoerd woonde. De laatste locatie was de Herengracht 162 tot 31 augustus 1945.

## Fusillade

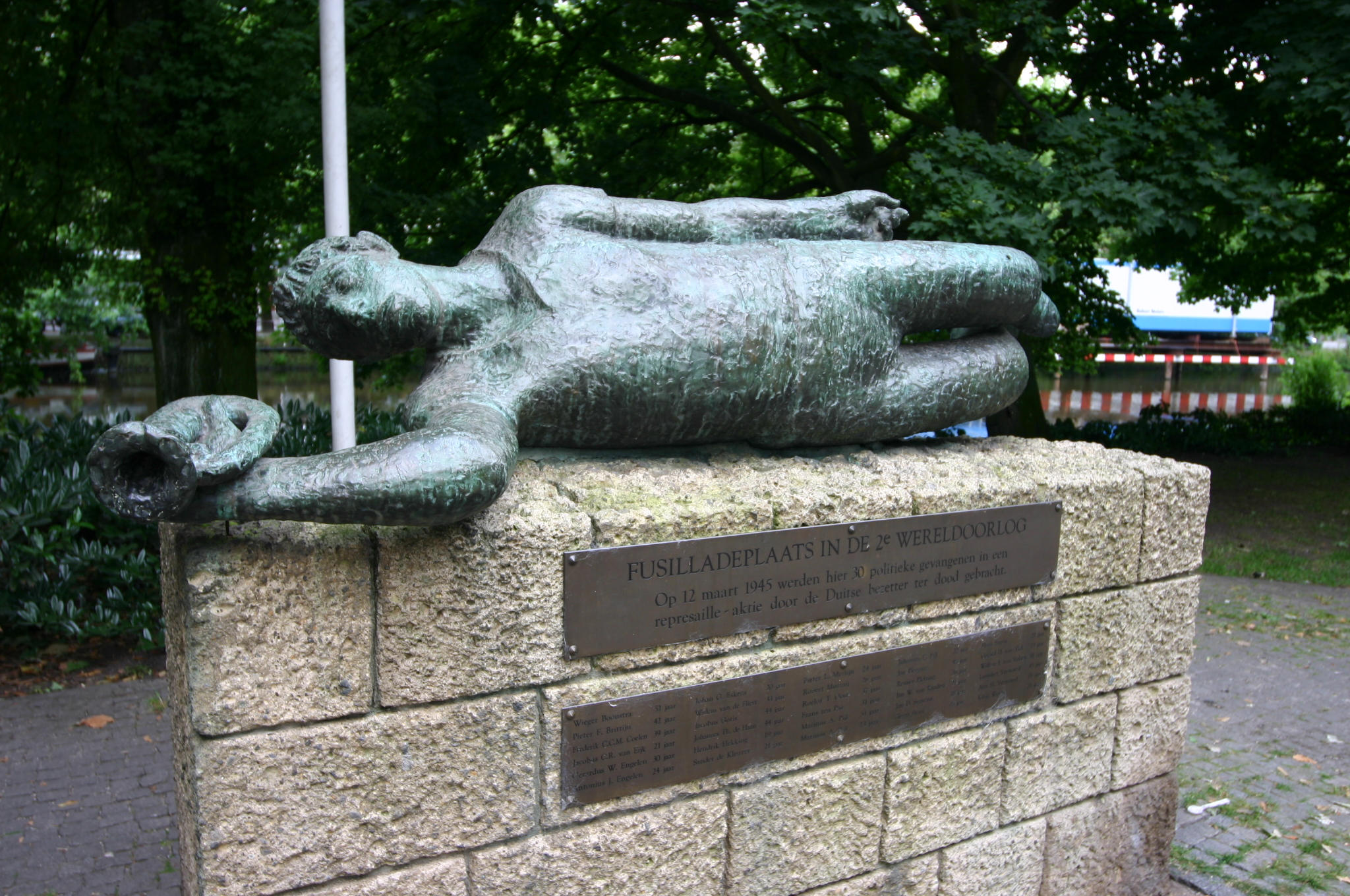
De Gevallen Hoornblazer van Gerrit Bolhuis op het Eerste Weteringplantsoen te Amsterdam

Een inval bij familie Verwoerd op 9 maart 1945 door de SD leidde tot bezetting van het hoofdkwartier van Groep 2000, waar op dat moment de codesleutel lag. Uit angst voor ontdekking ervan, tegen het nadrukkelijk verbod van Jacoba van Tongeren, probeerden een paar groepsleden de codesleutel uit het hoofdkwartier te halen en veilig te stellen. Bij deze actie kwam het tot een schotenwisseling en een SD’er werd gedood. Daarop volgde de fusillade van 30 politieke gevangenen op 12 maart 1945 op het Weteringplantsoen.